# Put the Blame on Mame
Put the Blame on Mame ist ein 1946 von Allan Roberts und Doris Fisher für den Filmklassiker Gilda geschriebenes Lied. Darin wird der Song in zwei Szenen durch die von Rita Hayworth dargestellte Titelfigur interpretiert, wobei die Sängerin Anita Ellis Hayworth ihre Stimme lieh.
Die Figur der geheimnisvollen Sängerin Gilda ist im Film scheinbar eine typische Femme fatale, wie sie in Werken des Film noirs häufiger vorkommt. Der Text des Liedes handelt von den Liebesaktivitäten einer Frauengestalt namens „Mame“, durch die in der Geschichte Katastrophen ausgelöst worden seien: der Große Brand von Chicago im Jahr 1871 und der New Yorker Schneesturm von 1888. Aber auch die Schuld für das Erdbeben von San Francisco 1906 sowie die (fiktive) „Schießerei um Dan McGrew“ während des Klondike-Goldrausches, entnommen einem berühmten Gedicht von Robert W. Service aus dem Jahr 1907, könne man auf jene Mame schieben, ähnlich wie im Film die Schuld Gilda – zu Unrecht – zugewiesen wird. Berühmt wurde der „Handschuh-Striptease“, den Hayworth während ihres Auftritts zu Put the Blame on Mame vollführt.
Das Lied wurde später in Filmen unter anderem von Gale Robbins in der Komödie The Fuller Brush Girl (1950) und von Gypsy Rose Lee im Thriller Screaming Mimi (1958) interpretiert. Eine Instrumentalversion von Put the Blame on Mame ist auch in Fritz Langs Film noir Heißes Eisen (1953) mit Gilda-Hauptdarsteller Glenn Ford zu hören. Weitere Interpretationen kamen beispielsweise von Nat Gonella, Thore Ehrling, Milt Herth, Tapio Rautavaara, Viktor Lazlo, Mark Murphy, Banu Gibson/Bucky Pizzarelli sowie John Williams und seinem Orchester. Lynda Carter sang das Lied als Hauptdarstellerin in der für das Fernsehen produzierten Hayworth-Filmbiografie Rita Hayworth: The Love Goddess von 1984.
Bei einer Abstimmung des American Film Institutes wurde Put the Blame on Mame auf Platz 84 der besten 100 amerikanischen Filmsongs gewählt.